# La passeggera (film 1964)
La passeggera (Pasażerka) è un film del 1964 diretto da Andrzej Munk e Witold Lesiewicz.

## Trama
Durante una crociera una tedesca che fu guardiana ad Auschwitz crede di riconoscere tra i passeggeri della stessa nave una delle prigioniere ebree di allora.